# 北イリノイ大学銃乱射事件
北イリノイ大学銃乱射事件（きたイリノイだいがくじゅうらんしゃじけん）は、2008年2月14日にアメリカ合衆国・イリノイ州デカルブの北イリノイ大学で起きた銃乱射事件。スティーヴン・カジミエシャク (Steven Kazmierczak) がキャンパス内の生徒の集団に向けて散弾銃1丁とピストル3丁を発砲して生徒5人が死亡し、17人が負傷した。犯人はその後銃で自殺した。
乱射事件は午後3時5分（中部標準時）にキャンパスのコール・ホールで起きた。学校はキャンパスを封鎖し、生徒と教師は安全な場所に向かい、隠れて身を守り、現場やその近くのすべての建物は避けるよう指示を受けた
事件後、大学はその週の残りの授業と翌週の授業を中止した。